# Deparia marojejyensis
Deparia marojejyensis är en majbräkenväxtart som först beskrevs av Tard.-blot, och fick sitt nu gällande namn av Masahiro Kato. Deparia marojejyensis ingår i släktet Deparia och familjen Athyriaceae. Inga underarter finns listade.